# José Daniel Ferrer García
José Daniel Ferrer García (Palma Soriano, 29 de Julho de 1970) é uma ativista cubano de direitos humanos, a quem a mídia internacional e espanhola afirma ser "a cabeça visível do movimento dissidente no interior da ilha desde a morte de Oswaldo Payá, em julho de 2012".
Filho de Daniel Ferrer e Amelia García, ele tem três filhos com sua ex-mulher Belkis Cantillo Ramírez: Martha Beatriz, José Daniel, Fátima Victoria.
Ele é o fundador da União Patriótica de Cuba (UNPACU), que é um grupo guarda-chuva que sedia desde 2011 muitas organizações dissidentes cubanas, uma união que foi estendida com a fusão da organização Guillermo Fariñas em 2013, que foi absorvida pela UNPACU.
Dentro da oposição ao governo cubano caracteriza-se por sua disposição, através da criação de "massa social" suficiente que "através da luta não violenta força o governo a sentar-se à mesa de negociações", a alcançar um diálogo "igual a igual e grave" a fim de alcançar a chamada "reconciliação nacional" e evitar qualquer tipo de "fratricídio".

## Vida pessoal
A esposa de Ferrer, Cantillo Belkis Ramirez, é membro das Damas de Branco, um grupo de esposas de prisioneiros políticos que protestam todos os domingos por sua libertação. Ela foi detida por 48 horas em março de 2012.